# Campodea arrabidae
Campodea arrabidae es una especie de hexápodo dipluro de la familia Campodeidae. Es endémica de la mitad oeste de la península ibérica (España y Portugal).